# José María Morelos, Pajapan
José María Morelos är en ort i Mexiko.   Den ligger i kommunen Pajapan och delstaten Veracruz, i den sydöstra delen av landet, 500 km öster om huvudstaden Mexico City. José María Morelos ligger 15 meter över havet och antalet invånare är 111.
Terrängen runt José María Morelos är mycket platt. Runt José María Morelos är det ganska tätbefolkat, med 100 invånare per kvadratkilometer. Närmaste större samhälle är Minatitlán, 16,0 km sydost om José María Morelos. Omgivningarna runt José María Morelos är en mosaik av jordbruksmark och naturlig växtlighet.